# Wiener Theaterzeitung

Titelblatt der Wiener allgemeinen Theaterzeitung von Adolf Bäuerle, 1843

Die Wiener Theaterzeitung (auch: Bäuerles Theaterzeitung, Wiener allgemeine Theaterzeitung) war eine von Adolf Bäuerle gegründete Zeitschrift des Wiener Vormärz, die von 1806 bis 1860 erschien und die beliebteste und meistgelesene Zeitung im Kaisertum Österreich war. Sie brachte aktuelle Neuigkeiten aus Kunst, Literatur, Musik und Gesellschaftsleben. Die erste Ausgabe erschien am 1. Juli 1806.

## Geschichte
Die Wiener Theaterzeitung war ein zeitungsähnliches Periodikum und eines der europäisch führenden Blätter des Vormärz für die Gebiete Theater, Musik, Literatur, Mode und Geselligkeit. Sie beinhaltete Dramentexte, Prosa und Lyrik, aber auch Aktualitäten in jeder, meist kurzer Form, etwa die Rubrik »Geschwind, was gibt's Neues?«. Sie erschien über ein halbes Jahrhundert, mehrmals wöchentlich, von 1806 bis 1860 und bot einen kulturgeschichtlichen Überblick mit Theaterkritiken, Aufsätzen und Studien.
Die Zeitung war das Lebenswerk ihres einzigen Redakteurs, Adolf Bäuerle, der sie 1804 mit 18 Jahren gründete; sie wurde daher von den Zeitgenossen auch als Bäuerles Theaterzeitung bezeichnet. Die Redaktion widmete sich nicht ausschließlich dem Thema Theater, schon im zweiten Erscheinungsjahr lautete der Titel Zeitung für Theater, Musik und Poesie. Von da an füllte man die Spalten mit einer umfassenden Kultur- und Entertainment-Berichterstattung aus der Kulturmetropole Wien und aus allen anderen wichtigen europäischen Kapitalen und führte zu bemerkenswerten Leistungen auf dem Gebiet der feuilletonistischen Unterhaltungs- und Informationspresse.
Bäuerle (1786–1859) war Autor von mehr als 70 Stücken des Alt-Wiener Volkstheaters, 1813 schrieb er sein erstes Stück, Kinder und Narren reden die Wahrheit, für das Theater in der Leopoldstadt, wo seine Stücke die nächsten dreißig Jahre aufgeführt wurden. Im selben Jahr folgte der große Erfolg „Die Bürger in Wien“, der die volkstümliche Figur des Staberl begründete. Bis 1827 schrieb er drei bis vier Stücke im Jahr. Danach beschränkte Bäuerle sich bis 1848 auf den Journalismus.
1822 lud Bäuerle den Schriftsteller und Kritiker Moritz Gottlieb Saphir nach Wien ein und engagierte ihn für seine Zeitung. Hier machte sich Saphir durch gnadenlose Theaterkritiken und verschiedene Essays derart unbeliebt, dass er 1825 ausgewiesen wurde und nach Berlin ging. Auch Johann Nepomuk Hofzinser, Hermann Günther Meynert (Pseudonym: Janus) und Friedrich Witthauer waren als Kritiker für Bäuerle tätig.
Das Blatt war führend in publizistischen Innovationen: Von der allmählichen Formatvergrößerung, der Einführung des Schnellpressendruckes, dem Aufbau eines eigenen Korrespondenten-Netzes bis zu publikumswirksamen Farbkupfer-Beilagen.

## Illustrationen

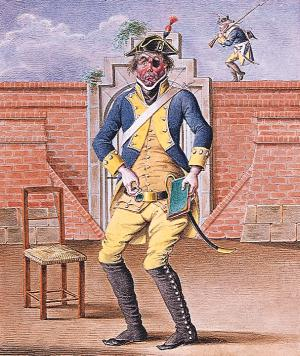
Johann Nestroy in der Rolle des Sansquartier in „Zwölf Mädchen in Uniform“.
Kolorierter Kupferstich der Wiener Theaterzeitung, 1831.

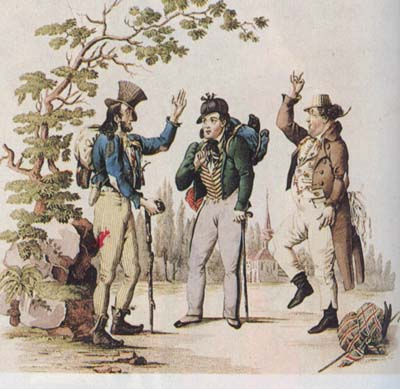
Johann Nestroy mit Wenzel Scholz und Carl Carl in „Der böse Geist Lumpazivagabundus“. Kolorierter Kupferstich der Wiener Theaterzeitung, 1834.

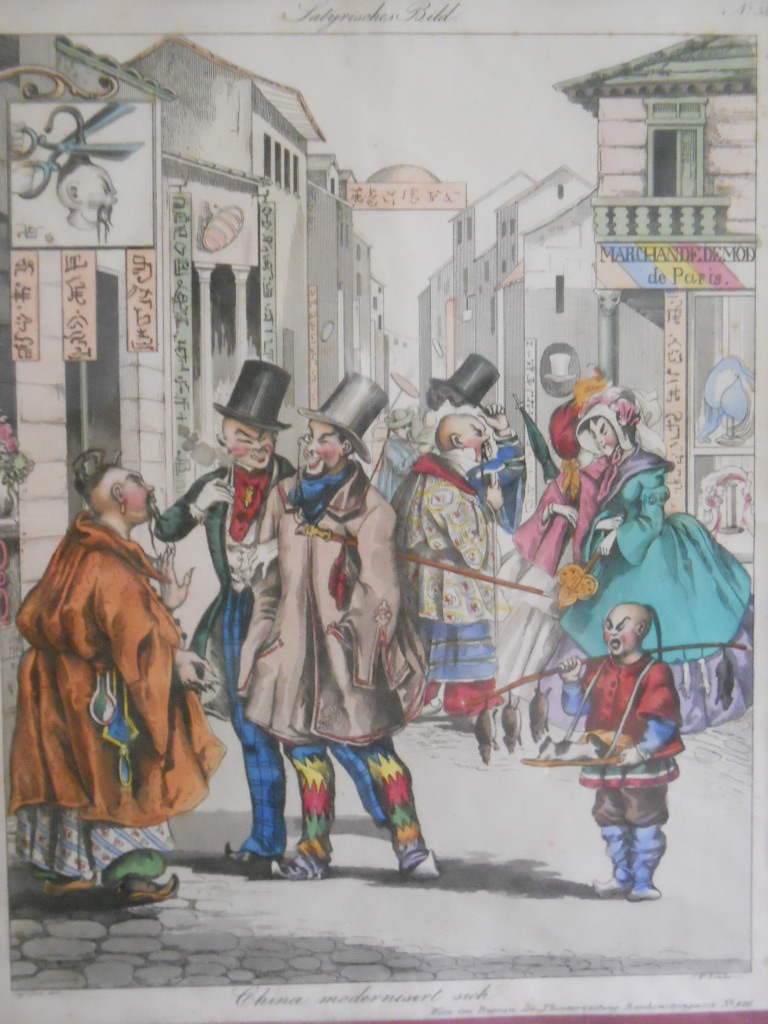
Satyrisches Bild No 38 „China modernisirt sich“

1818 gab es erstmals Bildbeilagen, die der Theaterliebe der Leser entgegenkamen: In Kupfer gestochene Schauspielerporträts. 1826 wurde eine „Gallerie drolliger Scenen, dargestellt auf den Wiener Bühnen“, angeboten, die vom Künstler Johann Christian Schoeller in Aquarell ausgeführt, in Kupfer gestochen und sorgfältig koloriert wurden. Besonders die Aufführungen der Wiener Vorstadttheater fanden in die Galerie Aufnahme, vereinzelt auch Aufführungen vom Hofburgtheater und vom Kärntnertortheater.
Neben Bäuerles eigenen Stücken am Theater in der Leopoldstadt bildete die Gallerie auch Stücke von Johann Nestroy und Ferdinand Raimund ab, aber auch Schauspieler wie Wenzel Scholz oder Therese Krones.
Die satyrischen Bilder von „Cajetan“ (Pseudonym für Anton Elfinger) vermittelten um 1850 auch sozialkritische und politische Inhalte.
Die Zeitung bot in der Folge ihren Lesern in handkolorierten Farbkupfer-Beilagen verschiedenste Bild-Zyklen:
- Galerie drolliger und interessanter Scenen
- Costume Bild zur Theaterzeitung
- Modebilder zur Theaterzeitung
- Satyrisches Bild
- Rebus. Beilage zur Theaterzeitung
- Besondere Bilderbeylage zur Theaterzeitung

## Die Zeitung

### Auflage
Mit einer Auflagenhöhe von damals außerordentlichen 5.000 bis 6.000 Exemplaren und einem Verbreitungsgebiet im gesamten deutschen Sprachraum war die Wiener Theaterzeitung bis 1847 die auflagenstärkste Zeitung in ganz Österreich und konnte trotz der Häufigkeit des Titelwechsels (zwanzigmal in vier Jahren) eine bemerkenswerte Lesertreue verzeichnen.

### Ausgaben
- Wiener Theaterzeitung. Bd. 1, Nr. 1 (1806) – Jg. 54, Nr. 233 (1860), Keck Verl., Wien. (78 abgeschlossene Veröffentlichungen)
- Sekundärausgabe: Wiener Theaterzeitung. Mikrofiche-Ausg., Fischer Verl., Erlangen 1998, ISBN 3-89131-296-2. (532 Mikrofiches, in Behältnis 12 × 17 × 36 cm, in Kassette) (Anmerkung: Die Mikrofiche-Ausg. wurde mit Jg. 54, Nr. 233 (1860) abgeschlossen. Von der Primärausg. ist mehr nicht erschienen.)